# Gouvernement Spadolini I
 (septembre 2023).
Si vous disposez d'ouvrages ou d'articles de référence ou si vous connaissez des sites web de qualité traitant du thème abordé ici, merci de compléter l'article en donnant les références utiles à sa vérifiabilité et en les liant à la section « Notes et références ».
République italienne
Forlani Spadolini II
Le gouvernement Spadolini I (Governo Spadolini I, en italien) est le gouvernement de la République italienne du 28 juin 1981 au 23 août 1982, durant la VIIIe législature du Parlement.

## Coalition et historique

### Formation
À la suite du scandale de la loge maçonnique Propaganda Due (P2), le gouvernement dirigé par Arnaldo Forlani démissionne. Aussitôt, le président de la République Sandro Pertini entame des consultations puis convoque le secrétaire du Parti républicain, Giovanni Spadolini, pour le charger de former un nouveau cabinet. Ce dernier accepte alors « avec réserve » de répondre à la demande du chef de l'État. 
Une alliance de cinq partis apporte son soutien à Spadolini, qui devient alors président du Conseil. Cette coalition rassemble la Démocratie chrétienne (DC), le Parti socialiste italien (PSI), le Parti socialiste démocratique italien (PSDI), le Parti républicain italien (PRI) et le Parti libéral italien (PLI). Le nouveau gouvernement jouit d'une majorité parlementaire plutôt confortable puisqu'il a l'appui de 369 élus sur 630 à la Chambre des députés, soit 58,5 % des sièges, et de 187 élus sur 315 au Sénat de la République, soit 59,3 % des sièges.
Après plusieurs jours de tractations, le président du Conseil et les ministres prêtent serment le 28 juin 1981 devant le chef de l'État au palais du Quirinal. C'est la première fois depuis l'après-guerre que le gouvernement n'est pas dirigé par un membre de la Démocratie chrétienne. Le 9 juillet 1981, les sénateurs accordent leur confiance au nouveau cabinet ; deux jours plus tard, les députés investissent à leur tour le gouvernement.

### Succession
Il a été remplacé 23 août 1982 par le gouvernement Spadolini II, soutenu par une alliance identique, à la suite du rejet du projet de loi de finances par le Parlement.

## Composition
- Les nouveaux ministres sont indiqués en gras, ceux ayant changé d'attributions en italique.

| Poste                                                                                          | Titulaire | Titulaire                                | Parti |
| ---------------------------------------------------------------------------------------------- | --------- | ---------------------------------------- | ----- |
| Président du Conseil des ministres                                                             |           | Giovanni Spadolini                       | PRI   |
| Secrétaire d'État à la présidence du Conseil des ministres Secrétaire du Conseil des ministres |           | Francesco Compagna (jusqu'au 24/07/1982) | PRI   |
| Ministres sans portefeuille                                                                    |           |                                          |       |
| Ministre pour les Affaires régionales                                                          |           | Aldo Aniasi                              | PSI   |
| Ministre pour la Coordination des initiatives pour la recherche scientifique et technologique  |           | Giancarlo Tesini                         | DC    |
| Ministre pour la Coordination des politiques communautaires                                    |           | Lucio Abis                               | DC    |
| Ministre pour la Coordination de la protection civile                                          |           | Giuseppe Zamberletti                     | DC    |
| Ministre pour la Fonction publique                                                             |           | Dante Schietroma                         | PSDI  |
| Ministre pour les Interventions extraordinaires pour le Mezzogiorno                            |           | Claudio Signorile                        | PSI   |
| Ministre pour les Relations avec le Parlement                                                  |           | Luciano Radi                             | DC    |
| Ministres                                                                                      |           |                                          |       |
| Ministre des Affaires étrangères                                                               |           | Emilio Colombo                           | DC    |
| Ministre de l'Intérieur                                                                        |           | Virginio Rognoni                         | DC    |
| Ministre des Grâces et de la Justice                                                           |           | Clelio Darida                            | DC    |
| Ministre du Budget et de la Programmation économique                                           |           | Giorgio La Malfa                         | PRI   |
| Ministre des Finances                                                                          |           | Rino Formica                             | PSI   |
| Ministre du Trésor                                                                             |           | Beniamino Andreatta                      | DC    |
| Ministre de la Défense                                                                         |           | Lelio Lagorio                            | PSI   |
| Ministre de l'Instruction publique                                                             |           | Guido Bodrato                            | DC    |
| Ministre des Travaux publics                                                                   |           | Franco Nicolazzi                         | PSDI  |
| Ministre de l'Agriculture et des Forêts                                                        |           | Giuseppe Bartolomei                      | DC    |
| Ministre des Transports                                                                        |           | Vincenzo Balzamo                         | PSI   |
| Ministre des Postes et des Télécommunications                                                  |           | Remo Gaspari                             | DC    |
| Ministre de l'Industrie, du Commerce et de l'Artisanat                                         |           | Giovanni Marcora                         | DC    |
| Ministre de la Santé                                                                           |           | Renato Altissimo                         | PLI   |
| Ministre du Commerce extérieur                                                                 |           | Nicola Capria                            | PSI   |
| Ministre de la Marine marchande                                                                |           | Calogero Mannino                         | DC    |
| Ministre des Participations de l'État                                                          |           | Gianni De Michelis                       | PSI   |
| Ministre du Travail et de la Sécurité sociale                                                  |           | Michele Di Giesi                         | PSDI  |
| Ministre des Biens culturels et environnementaux                                               |           | Vincenzo Scotti                          | DC    |
| Ministre du Tourisme et du Divertissement                                                      |           | Nicola Signorello                        | DC    |

## Soutien parlementaire

### Votes de confiance
| Date            | Chambre                | Votants | Majorité | Pour | Contre | Abst | Résultat |
| --------------- | ---------------------- | ------- | -------- | ---- | ------ | ---- | -------- |
| 9 juillet 1981  | Sénat de la République | 306     | 154      | 182  | 124    | 0    | Accordée |
| 11 juillet 1981 | Chambre des députés    | 616     | 309      | 369  | 247    | 0    | Accordée |